# Roberts-Massiv
Das Roberts-Massiv ist ein auffällig eisfreies Bergmassiv in der antarktischen Ross Dependency. Es ragt 2700 m hoch am Kopfende des Shackleton-Gletschers auf und erstreckt sich im Königin-Maud-Gebirge über eine Fläche von rund 100 km2.
Erstmals erkundet wurde es von Teilnehmern der von 1961 bis 1962 durchgeführten Kampagne der New Zealand Geological Survey Antarctic Expedition, die es nach Athol Renouf Roberts (1911–1981) benannten, dem Leiter der Scott Base von 1961 bis 1962.

## Marsmeteoriten
Auf dem Roberts-Massiv wurden die beiden Marsmeteoriten RBT 0461 und RBT 0462 gefunden. Eine Analyse ergab, dass RBT 0462 Aminosäuren enthält.